# Єсу-Мунке
Есу-Мунке або Есу-Менгу (*Есөнмөнх, бл. 1221 — 1252) — 3-й хан Чагатайського улусу в 1247—1251 роках.

## Життєпис
Син хана Чаґатая, хранителя великої Яси. народився близько 1221 року. Замолоду затоваришував з Ґуюком, сином великого кагана Угедея. У 1242 році втратив батька, але не зміг стати правителем улусу. У 1246 році за підтримки гуюка, що став великим каганом, отримує право на батьківський улус.
У 1247 році повалив небожа Кара-Хулегу (сина брата Мутукана) стає новим ханом. У протистоянні з Золотою ордою підтримував Ґуюка. Після смерті останнього у 1248 році становище Есу-мунке погіршилося. Не брав участь у курултаї 1251 року, де було обрано новим великим каганом Мункез гілки Толуїдів. Останній наказав повернути владу в Чагатайському улусі Кара-Хулегу, підозрюючи Есу-Мунке у змові проти себе. Не маючи змоги чинити спротив Ему-Мунке втік до Золотої орди, де у 1252 році його було вбито. Водночас помер Кара-Хулегу, не добравшись до улуса. Новим ханом став Мубарак-шах.